# Piotr Jędrzejewski
Piotr Jędrzejewski (ur. 10 maja 1896 w Pierzchniance, zm. 1 czerwca 1962 w Bytomiu) – polski działacz komunistyczny.
Nie chodził do szkoły, od dzieciństwa pracował jako pastuch. W 1913 wyjechał do Niemiec w poszukiwaniu pracy, wrócił w 1919. Zmobilizowany do WP, zdezerterował przed wysłaniem na front, nie chcąc brać udziału w wojnie przeciw Rosji sowieckiej. Pracował w kopalni w Dąbrowie Górniczej, później wyjechał do Francji, gdzie od 1923 do 1933 był górnikiem. Działacz FPK i aktywista organizacji pracowniczej CGT, kolportował prasę komunistyczną i zbierał składki na pomoc więźniom-komunistom. W 1933 wrócił do kraju. Jesienią 1936 wyjechał do Hiszpanii i wstąpił do Brygady im. Dąbrowskiego, walczył w wojnie domowej m.in. na Froncie Aragońskim i nad Ebro, czterokrotnie ranny. W lutym 1939 wraz z innymi żołnierzami Brygady internowany we Francji, w 1944 zbiegł z transportu do Niemiec i przyłączył się do komunistycznego ruchu oporu w okręgu Paryż. W sierpniu 1944 walczył w polskim oddziale podczas powstania w Paryżu, po wyzwoleniu miasta był sierżantem w kompanii im. Kubackiego, a od stycznia 1945 był w 19 Zgrupowaniu Piechoty Polskiej przy 1 Armii Francuskiej. Brał udział we francuskiej okupacji zachodnich Niemiec, a w listopadzie 1945 wrócił do kraju, osiadł w Bytomiu, wstąpił do PPR i został gospodarzem świetlicy kopalnianej w Bytomiu. Członek Komitetu Miejskiego (KM) PPR w Bytomiu. Agitator przed referendum 1946 i wyborami do Sejmu Ustawodawczej 1947. Od 1957 na rencie dla zasłużonych. Odznaczony m.in. Krzyżem Srebrnym Orderu Virtuti Militari, Krzyżem Komandorskim Orderu Odrodzenia Polski i Krzyżem Walecznych.